# ШГРП

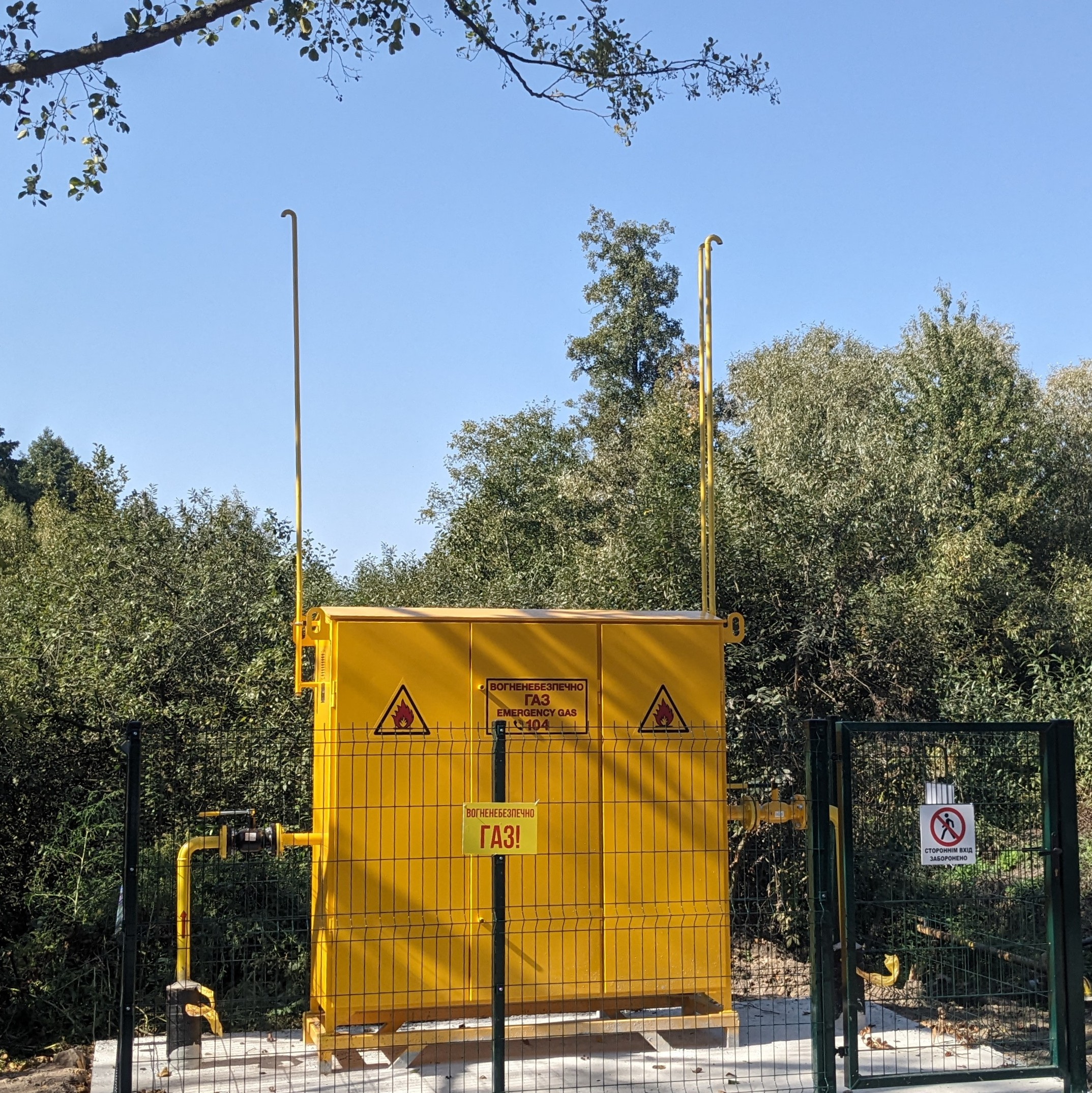
Шафовий газорегуляторний пункт (ШГРП)

Ша́фовий газорегуля́торний пу́нкт або ШГРП (англ. Gas pressure regulating cabinet) — комплекс обладнання для зниження тиску газу та його автоматичного підтримання на заданому рівні, а також автоматичного вимикання подачі газу при аварійному підвищенні або понижені вихідного тиску вище або нижче допустимих меж. Виготовлений і змонтований в умовах виробника, розташований в металевій шафі.

## Конструкція та принцип роботи
Для забезпечення безперервного подавання газу споживачам, пропускна здатність яких забезпечена однією лінією редукування, передбачають резервну або байпасну лінію. Як правило в ШГРП прийнято не більше двох робочих ліній редукування.
На кожній лінії редукування змонтовані за напрямом руху газу: вхідний кран, фільтр, регулятор тиску газу, вихідний кран.
Контроль вхідного та вихідного тисків газу забезпечують манометри.
Для очищення газу від механічних домішок слугує встановлений фільтр, ступінь засмічення якого під час технічного огляду ШГРП визначають перепадом тиску газу. Максимальний перепад тиску газу в касеті фільтра не повинен перевищувати значень встановлених заводом-виробником, та становити більше для: сітчаного та вісцинового — 500 даПа; волосяного — 1000 даПа.
Регулятор тиску газу призначений для зниження та автоматичного підтримання тиску газу на заданому рівні, не залежно від зміни вхідного тиску та витрати газу.
Для автоматичного відключення подачі газу передбачено запобіжно-запірний клапан (ЗЗК). Клапан автоматично закривається при підвищенні та понижені вихідного тиску понад встановленого допустимого. При цому надходження газу споживачеві припиняється. При короткочасному підвищенні тиску після регулятора понад допустимого, забезпечується запобіжно-скидним клапаном (ЗСК). В системах газопостачання запобіжно-скидні (ЗСК) клапани ШГРП повинні спрацьовувати раніше, ніж спрацюють запобіжно-запірні клапани (ЗЗК). Запобіжно-скидні клапани (ЗСК) настроюються на нижню межу спрацювання, що не перевищує 15 % максимального робочого тиску, а запобіжно-запірні клапани (ЗЗК) повинні забезпечувати припинення подачі газу при перевищенні максимального робочого тиску на 25 %.
Для скидання тиску з вхідного і вихідного колекторів під час ремонтно-налагоджувальних робіт використовують лінії продування з кранами.